# Filipijnen op de Olympische Zomerspelen 1996
De Filipijnen namen op de Olympische Zomerspelen van 1996 deel met twaalf atleten, op de eerste drie deelnames na de kleinste afvaardiging naar de Zomerspelen. Het land deed voor de zestiende keer mee. De bokser Mansueto Velasco won een zilveren medaille en daarmee eindigde het land op de 61e plaats in het medaillekassement.

## Medailleoverzicht
| Sport  | Olympiër(s)              | Discipline | Medaille |
| ------ | ------------------------ | ---------- | -------- |
| Boksen | Mansueto "Onyok" Velasco | -48kg (m)  | Zilver   |

## Resultaten per onderdeel

### Atletiek
| Olympiër   | Discipline      | Resultaat | Prestatie                            |
| ---------- | --------------- | --------- | ------------------------------------ |
| Roy Vence  | marathon (m)    | 100e      | 2:37.10                              |
|            |                 |           |                                      |
| Elma Muros | verspringen (v) | 29e       | kwalificatie groep B: 12de met 6,04m |

### Badminton
| Olympiër           | Discipline    | Resultaat | Prestatie                                   |
| ------------------ | ------------- | --------- | ------------------------------------------- |
| Amparo "Weena" Lim | enkelspel (v) | 33e       | 1ste ronde: V van POL Krasowska: 6-11, 5-11 |

### Boksen
| Olympiër                 | Discipline  | Resultaat | Prestatie |
| ------------------------ | ----------- | --------- | --- |
| Mansueto "Onyok" Velasco | -48kg (m)   | Zilver    | 1ste ronde: W van TPE Tsai: scheidsrechterlijke beslissing 2de ronde: W van CUB Aguilera: 14-5 kwartfinale: W van MAR Berhili: 20-10 halve finale: W van ESP Lozano: 22-10 finale: V van BUL Petrov: 6-19 |
| Elias Recaido            | -51kg (m)   | 5e        | 1ste ronde: W van ZIM Mapfumo: 13-2 2de ronde: W van MDA Samoilenco: 12-8 kwartfinale: V van CUB Romero: 3-18                                                                                             |
| Virgilio Vicera          | -54kg (m)   | 17e       | 1ste ronde: V van KOR Bae: 4-8 |
| Romeo Brin               | -60kg (m)   | 17e       | 1ste ronde: V van CUB Gonzalez: 13-24 |
| Reynaldo Galido          | -63,5kg (m) | 17e       | 1ste ronde: V van GER Urkal: 2-19 |

### Paardensport
| Olympiër         | Discipline     | Resultaat      | Prestatie                              |
| Springconcours   | Springconcours | Springconcours | Springconcours                         |
| ---------------- | -------------- | -------------- | -------------------------------------- |
| Denise Cojuangco | individueel    | 70e            | kwalificatie: 70ste met 63 strafpunten |

### Schietsport
| Olympiër        | Discipline     | Resultaat | Prestatie                                     |
| --------------- | -------------- | --------- | --------------------------------------------- |
| George Earnshaw | trap (m)       | 56e       | kwalificatie: 56ste met 113 punten (69-44)    |
| George Earnshaw | dubbeltrap (m) | 27e       | kwalificatie: 27ste met 125 punten (44-41-40) |

### Zwemmen
| Olympiër        | Discipline          | Resultaat | Prestatie               |
| --------------- | ------------------- | --------- | ----------------------- |
| Raymond Papa    | 200m vrije slag (m) | 35e       | serie 2: 3de in 1.54,77 |
| Raymond Papa    | 100m rugslag (m)    | 31e       | serie 3: 2de in 57,67   |
| Raymond Papa    | 200m rugslag (m)    | 25e       | serie 3: 6de in 2.05,09 |
|                 |                     |           |                         |
| Gillian Thomson | 50m vrije slag (v)  | 51e       | serie 2: 8ste in 28,51  |
| Gillian Thomson | 100m rugslag (v)    | 28e       | serie 2: 7de in 1.06,12 |
| Gillian Thomson | 200m rugslag (v)    | 29e       | serie 2: 4de in 2.21,36 |
| Gillian Thomson | 200m wisselslag (v) | 38e       | serie 2: 6de in 2.25,87 |

Afghanistan · Albanië · Algerije · Amerikaanse Maagdeneilanden · Amerikaans-Samoa · Andorra · Angola · Antigua‑Barbuda · Argentinië · Armenië · Aruba · Australië · Azerbeidzjan · Bahama's · Bahrein · Bangladesh · Barbados · België · Belize · Benin · Bermuda · Bhutan · Bolivia · Bosnië en Herzegovina · Botswana · Brazilië · Britse Maagdeneilanden · Brunei · Bulgarije · Burkina Faso · Burundi · Cambodja · Canada · Centraal-Afrikaanse Republiek · Chili · China · Chinees Taipei · Colombia · Comoren · Congo-Brazzaville · Cookeilanden · Costa Rica · Cuba · Cyprus · Denemarken · Djibouti · Dominica · Dominicaanse Republiek · Duitsland · Ecuador · Egypte · El Salvador · Equatoriaal-Guinea · Estland · Ethiopië · Fiji · Filipijnen · Finland · Frankrijk · Gabon · Gambia · Georgië · Ghana · Grenada · Griekenland · Groot-Brittannië · Guam · Guatemala · Guinee · Guinee-Bissau · Guyana · Haïti · Honduras · Hongarije · Hongkong · Ierland · IJsland · India · Indonesië · Irak · Iran · Israël · Italië · Ivoorkust · Jamaica · Japan · Jemen · Joegoslavië · Jordanië · Kaaimaneilanden · Kaapverdië · Kameroen · Kazachstan · Kenia · Kirgizië · Koeweit · Kroatië · Laos · Lesotho · Letland · Libanon · Liberia · Libië · Liechtenstein · Litouwen · Luxemburg ·  Macedonië · Madagaskar · Malawi · Malediven · Maleisië · Mali · Malta · Marokko · Mauritanië · Mauritius · Mexico · Moldavië · Monaco · Mongolië · Mozambique · Myanmar · Namibië · Nauru · Nederland · Nederlandse Antillen · Nepal · Nicaragua · Nieuw-Zeeland · Niger · Nigeria · Noord-Korea · Noorwegen · Oeganda · Oekraïne · Oezbekistan · Oman · Oostenrijk · Pakistan · Palestina · Panama · Papoea-Nieuw-Guinea · Paraguay · Peru · Polen · Portugal · Puerto Rico · Qatar · Roemenië · Rusland · Rwanda · Saint Kitts en Nevis · Saint Lucia · Saint Vincent en Grenadines · Salomonseilanden · Samoa · San Marino · Sao Tomé en Principe · Saoedi-Arabië · Senegal · Seychellen · Sierra Leone · Singapore · Slovenië · Slowakije · Soedan · Somalië · Spanje · Sri Lanka · Suriname · Swaziland · Syrië · Tadzjikistan · Tanzania · Thailand · Togo · Tonga · Trinidad en Tobago · Tsjaad · Tsjechië · Tunesië · Turkije · Turkmenistan · Uruguay · Vanuatu · Venezuela · Verenigde Arabische Emiraten · Verenigde Staten · Vietnam · Wit-Rusland · Zaïre · Zambia · Zimbabwe · Zuid-Afrika · Zuid-Korea · Zweden · Zwitserland